# 2012 în științifico-fantastic
- 2011 în științifico-fantastic — 2012 în științifico-fantastic — 2013 în științifico-fantastic

2012 în științifico-fantastic implică o serie de evenimente:

## Decese
- 21 iulie : Mircea Șerbănescu, prozator și publicist român (n. 1919)
- Ray Bradbury, scriitor
- Harry Harrison, scriitor
- Boris Strugațki, scriitor

- Ernest Callenbach (n. 1929)
- John Christopher (Pseudonimul lui Samuel Youd) (n. 1922)
- Hanns Kneifel (n. 1936)
- Kurt Luif (n. 1942)
- Wilhelm Meissel (n. 1922)
- Tilde Michels (n. 1920)
- Patrick Moore (n. 1923)
- Kevin O’Donnell (n. 1950)
- Jesco von Puttkamer (n. 1933)
- Herbert Rosendorfer (n. 1934)
- Josepha Sherman (n. 1946)
- Gore Vidal (n. 1925)
- Roland C. Wagner (n. 1960)
- K. D. Wentworth (n. 1951)

## Cărți

### Romane
- Earth Unaware de Orson Scott Card & Aaron Johnson
- Shadows in Flight de Orson Scott Card
- Caliban's War de James S.A. Corey

## Filme
| Titlu                                     | Regizor                             | Distribuție                                                              | Țara | Sub-Gen /Note                          |
| ----------------------------------------- | ----------------------------------- | ------------------------------------------------------------------------ | --- | -------------------------------------- |
| 009 Re:Cyborg                             | Kenji Kamiyama                      |                                                                          | Japonia | Anime film                             |
| Alien Origin                              | Mark Atkins                         | Chelsea Vincent, Peter Pedrero, Philip Coc, Trey McCurley, Daniela Flynn | Statele Unite ale Americii                                                                                 | Groază                                 |
| The Amazing Spider-Man                    | Marc Webb                           | Andrew Garfield, Emma Stone, Rhys Ifans                                  | Statele Unite ale Americii                                                                                 | Superhero                              |
| The Avengers                              | Joss Whedon                         | Robert Downey, Jr., Chris Evans, Scarlett Johansson                      | Statele Unite ale Americii                                                                                 | Superhero                              |
| Battleship                                | Peter Berg                          | Taylor Kitsch, Alexander Skarsgård, Liam Neeson                          | Statele Unite ale Americii                                                                                 | Acțiune Thriller                       |
| Branded                                   | Jamie Bradshaw, Alexander Doulerain | Ed Stoppard, Leelee Sobieski, Jeffrey Tambor, Max von Sydow              | Rusia · Statele Unite ale Americii                                                                         |                                        |
| Chronicle                                 | Josh Trank                          | Michael B. Jordan, Dane DeHaan, Michael Kelly, Alex Russell              | Statele Unite ale Americii                                                                                 | Acțiune Dramatic                       |
| Cloud Atlas                               | Tom Tykwer, The Wachowskis          | Tom Hanks, Halle Berry, Hugh Grant, Susan Sarandon                       | Germania · Statele Unite ale Americii                                                                      | 2 of the 6 stories are science fiction |
| Dredd                                     | Pete Travis                         | Karl Urban, Olivia Thirlby, Lena Headey                                  | Regatul Unit al Marii Britanii și al Irlandei de Nord · Statele Unite ale Americii · India · Africa de Sud |                                        |
| The Divide                                | Xavier Gens                         | Lauren German, Michael Biehn, Milo Ventimiglia, Rosanna Arquette         | Canada · Germania · Statele Unite ale Americii                                                             | Drama, Thriller                        |
| Grabbers                                  | Jon Wright                          | Richard Coyle, Ruth Bradley, Russell Tovey                               | Republica Irlanda                                                                                          |                                        |
| The Hunger Games                          | Gary Ross                           | Jennifer Lawrence, Josh Hutcherson, Liam Hemsworth                       | Statele Unite ale Americii                                                                                 | Acțiune, Dramatic                      |
| Iron Sky                                  | Timo Vuorensola                     | Julia Dietze, Götz Otto, Christopher Kirby, Udo Kier                     | Australia · Finlanda · Germania                                                                            | Comedie                                |
| John Carter                               | Andrew Stanton                      | Taylor Kitsch, Lynn Collins, Willem Dafoe                                | Statele Unite ale Americii                                                                                 | Acțiune, aventură                      |
| Lockout                                   | James Mather, Stephen St. Leger     | Guy Pearce, Maggie Grace, Peter Stormare                                 | Franța | Acțiune                                |
| Looper                                    | Rian Johnson                        | Bruce Willis, Joseph Gordon-Levitt, Emily Blunt                          | Statele Unite ale Americii                                                                                 |                                        |
| Mardock Scramble: The Third Exhaust       | Susumu Kudo                         |                                                                          | Japonia | Anime                                  |
| Mars et Avril                             | Martin Villeneuve                   | Jacques Languirand, Caroline Dhavernas, Paul Ahmarani, Robert Lepage     | Canada | Drama, Fantasy                         |
| Men in Black 3                            | Barry Sonnenfeld                    | Will Smith, Tommy Lee Jones, Josh Brolin                                 | Statele Unite ale Americii                                                                                 | Comedy                                 |
| Prometheus                                | Ridley Scott                        | Noomi Rapace, Charlize Theron, Michael Fassbender                        | Regatul Unit al Marii Britanii și al Irlandei de Nord                                                      | Acțiune, Groază                        |
| Resident Evil: Retribution                | Paul W.S. Anderson                  | Milla Jovovich, Sienna Guillory, Michelle Rodriguez                      | Germania · Regatul Unit al Marii Britanii și al Irlandei de Nord · Statele Unite ale Americii              |                                        |
| Robot & Frank                             | Jake Schreier                       | Frank Langella, James Marsden, Peter Sarsgaard, Susan Sarandon           | Statele Unite ale Americii                                                                                 |                                        |
| Safety Not Guaranteed                     | Colin Trevorrow                     | Aubrey Plaza, Mark Duplass, Jake Johnson                                 | Statele Unite ale Americii                                                                                 | Comedie, Dramatic                      |
| Seeking a Friend for the End of the World | Lorene Scafaria                     | Steve Carell, Keira Knightley                                            | Statele Unite ale Americii                                                                                 | Comedie, Dramatic                      |
| Strange Frame                             | GB Hajim                            | Claudia Black, Tim Curry                                                 | Statele Unite ale Americii                                                                                 | Cut-out_animation Musical              |
| Starship Troopers: Invasion               | Shinji Aramaki                      |                                                                          | Japonia · Statele Unite ale Americii                                                                       | Computer animation                     |
| Storage 24                                | Johannes Roberts                    | Noel Clarke, Antonia Campbell-Hughes, Laura Haddock, Colin O'Donoghue    | Regatul Unit al Marii Britanii și al Irlandei de Nord                                                      | [ 5 ]                                  |
| Total Recall                              | Len Wiseman                         | Colin Farrell, Kate Beckinsale, Jessica Biel, Bryan Cranston             | Statele Unite ale Americii                                                                                 | Cyberpunk Acțiune                      |
| Thermae Romae                             | Hideki Takeuchi                     | Hiroshi Abe, Aya Ueto                                                    | Japonia | time travel Comedie                    |
| Upside Down                               | Juan Diego Solanas                  | Jim Sturgess, Kirsten Dunst                                              | Canada · Franța                                                                                            |                                        |
| The Watch                                 | Akiva Schaffer                      | Ben Stiller, Vince Vaughn, Jonah Hill                                    | Statele Unite ale Americii                                                                                 | Comedie                                |
|                                           |                                     |                                                                          | |                                        |

## Premii
Premiul Saturn
- Cel mai bun film SF: Răzbunătorii

Premiul Nebula pentru cel mai bun roman
- 2312 de Kim Stanley Robinson

Premiul Hugo pentru cel mai bun roman
- Among Others de Jo Walton